# AMC 34YR
AMC 34 або Auto-mitrailleuse de combat AMC 34YR — французький легкий танк вогневої підтримки кавалерії, випускався фірмою Рено наприкінці 1935 року. Всього було випущено 12 штук. Танки перебували в строю до 1940 року, у складі французьких збройних сил в Марокко. У вересні 1939 р. передбачалося вивести їх з бойового складу та замінити на Н39.
Розвиток цього танка призвів до створення поліпшеної версії — AMC 35.

## Історія створення
AMC 34 замислювався як заміна AMR 33VM. Робочий прототип був виготовлений 1934 року. У порівнянні з AMR 33VM були серйозно посилені захист та озброєння. Однак у масове виробництво пішла інша розробка фірми Renault — варіант під позначенням AMR 35. AMC 34 ж був випущений невеликою настановною серією в кількості 12 примірників.

## Опис конструкції
Танк класичної компоновки, зі зміщенням відділення управління та бойового відділення до одного борту, а двигуна та трансмісії — до іншого. Вперше була застосована двомісна башта.

### Броньовий корпус та башта
Корпус і башта танка збиралися з котаних броньових листів клепочним з'єднанням та кріпилися до каркаса з куточків. Бронелисти встановлювалися з раціональними кутами нахилу.

### Озброєння
Озброєння танка складалося з 25-мм танкової гармати Hotchkiss з боєзапасом 75 артилерійських пострілів та одного кулемета Ribeaux калібру 7,5 мм з боєзапасом 1750 патронів. Гармата танка була основана на буксируваній протитанковій гарматі французького виробництва і було достатньо сучасним зразком озброєння на той момент часу. Гармата могла пробити броню практично будь-якого існуючого в той час танка світу на розумних дистанціях вогневого зіткнення.

### Двигун та трансмісія
Чотирициліндровий карбюраторний рядний двигун рідинного охолодження Renault потужністю 120 кінських сил використовував як пальне автомобільний бензин. У порівнянні з попередніми моделями танків фірми Рено був істотно підвищений об'єм та збільшена потужність двигуна.

### Ходова частина
У танку AMC 34YR був застосований гусеничний рушій та підвіска, до того часу вже добре себе зарекомендувала на моделях AMR 33/AMR 35. Стосовно одного борту ходова частина складалася з чотирьох опорних обгумованих котків, чотирьох підтримуючих котків, напрямного колеса заднього розташування. Ведуче колесо було спереду. Підвіска була маятникова, з поперечними ресорами з каучуку.